# 특화점

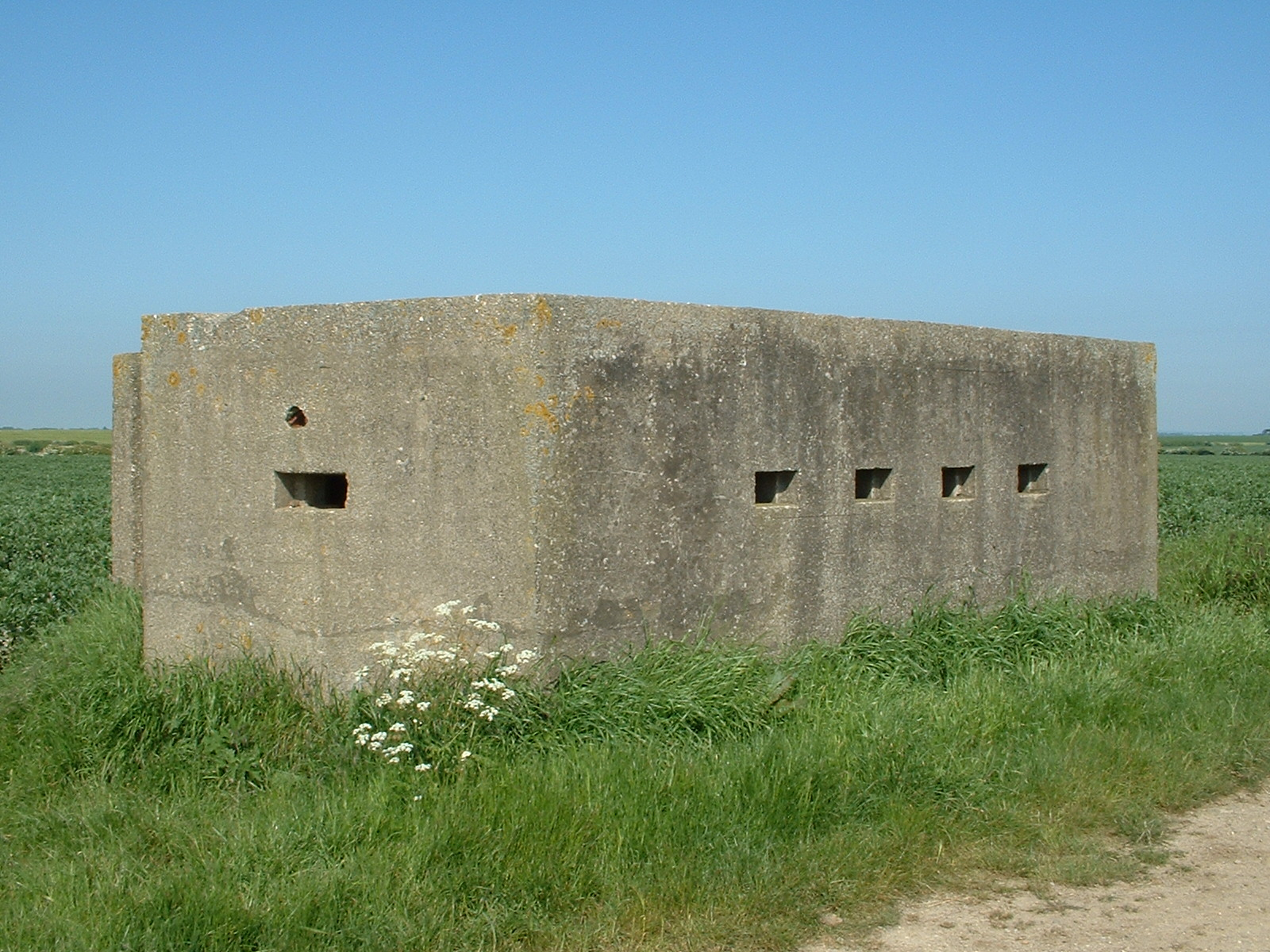
제2차 세계대전 당시 지어진 마름모꼴 특화점 - 영국 요크셔

특화점(特火點, 영어: pillbox, 러시아어: точка 토치카[*])은 총안이있는 콘크리트 따위로 단단히 쌓은 방어기지이다. 소화기나 수류탄 등을 견디는 것이 주목적으로, 일반적인 보병으로는 함락하기 어려웠다. 

## 역사
용어의 어원에 대해서는 논란이 있지만 대략 제1차 세계대전쯤에 등장하였다. 최초의 특화점은 너무 작고 가벼워서 240mm 포탄으로도 기울어 지거나 무너졌다. 그러나 이후 발전하면서 더 견고한 방어 시설이 되었다. 1차 세계대전 동안 영국의 토목기술자 어니스트 윌리엄 모어는 콘크리트로 만들어진 기관총 특화점을 제작하였고, 서부전선에 보급되었다. 일부는 조립식으로 설계된 것도 있었다. 

## 사용
특화점이 있는 지역은 방어자가 방어를 준비한 지역이라는 의미이다. 필요에 따라서 특화점 전체를 위장 시키기도 했으며, 다른 특화점과 연계하여 방어선을 구축하거나 교량 및 부두와 같은 전략적 구조물을 보고하기 위해서도 사용되었다. 육각형, 원형, 정사각형 등 다양한 형태가 존재한다. 
1936년에 영국이 몰타에 약 200 개의 특화점을 설치했었다. 100여개의 특화점이 여전히 섬의 북동부에 남아있지만 대부분을 철거당했다. 당국이 역사적 가치가 없다고 판단했기 때문에 지금도 계속해서 철거하는 중이다. 
제2차 세계대전에서는 마지노선을 따라서 지상에 건설되었다. 또한 1940년에는 영국에서 영국 침공방지를 위해 약 28,000개의 특화점이 건설되었으며 이중 약 6,500개가 여전히 남아있다. 일본에서도 이오지마 전투에서 사용했다. 